# Aradus furnissi
Aradus furnissi är en insektsart som beskrevs av Robert L. Usinger 1936. Aradus furnissi ingår i släktet Aradus och familjen barkskinnbaggar. Inga underarter finns listade i Catalogue of Life.